# Pirsoulpark
Het Pirsoulpark (Frans: Parc Pirsoul) is een klein recreatief park in de Brusselse gemeente Sint-Agatha-Berchem.
In oorsprong was het park de siertuin van de neonormandische villa van de familie Pirsoul (Joseph Mertensstraat nr. 15). Georges Pirsoul, directeur bij de Nationale Bank van België, schonk de tuin in 1956 aan de gemeente. Uit de tuin overleven nog verschillende oude bomen. Begin 21e eeuw liet de gemeente speeltuinen met rubberen ondergrond aanleggen in het park. Centraal, achter een hoge afrastering, kwam een kunstgras voetbalplein waar de grootste jeugdtalenten uit het noordwesten van Brussel spontaan verzamelden. De lange wachtbeurten voor de verliezende ploeg, het verjagen van slecht spelende ploegmaten en het opboksen tegen oudere jongens zorgden voor een competitieve omgeving waaruit verschillende profspelers voortkwamen (Michy Batshuayi, Ilombe Mboyo, Hervé Kage, Anthony Vanden Borre, Geoffrey Mujangi Bia en Andréa Mbuyi-Mutombo).

## Voetnoten
1. ↑  'Als je slecht speelt, ben je onze vriend niet.' Brussels Street Boys in het Belgische voetbal, Sport/Voetbalmagazine, 18 februari 2014
2. ↑  Het Pirsoulpark, waar Vanden Borre leerde voetballen, BRUZZ, 18 juni 2014